# Serbisch-montenegrinische Volleyballnationalmannschaft der Frauen
Die serbisch-montenegrinische Volleyballnationalmannschaft der Frauen war eine Auswahl der besten serbisch-montenegrinischen Spielerinnen, die den nationalen Volleyballverband bei internationalen Turnieren und Länderspielen vertrat. Von 1993 bis 2003 spielte sie für die Bundesrepublik Jugoslawien und von 2003 und 2006 für Serbien und Montenegro. Sie war damit der Nachfolger der jugoslawischen Nationalmannschaft. Seit 2006 spielen die serbische Nationalmannschaft und die montenegrinische Nationalmannschaft, seit 2016 auch zusätzlich die kosovarische Nationalmannschaft.

## Geschichte

### Weltmeisterschaften
Die serbisch-montenegrinischen Frauen nahmen an der Weltmeisterschaft 2006 in Japan teil und gewannen das Spiel um den dritten Platz gegen Italien.

### Olympische Spiele
Die Mannschaft schaffte in ihrer Zeit keine Qualifikation für die Olympischen Spiele.

### Europameisterschaften
Das serbisch-montenegrinische Team nahm bei der Europameisterschaft 2003 erstmals teil und wurde Neunter. Zwei Jahre später gab es einen siebten Platz.